# Glyphuroplata pluto
Glyphuroplata pluto är en skalbaggsart som först beskrevs av Newman 1840.  Glyphuroplata pluto ingår i släktet Glyphuroplata och familjen bladbaggar. Inga underarter finns listade i Catalogue of Life.